# Huilliche jezik
Huilliche jezik (huiliche, veliche; ISO 639-3: huh), jezik Huilliche Indijanaca, araukanska porodica, kojim govori 2 000 ljudi (1982 SIL) od valdivije do otoka Chiloé u Čileu.
Etnička grupa se sastoji od nekoliko manjih skupina, Lafkenche, Huilliche i Veliche. Dijalekt: tsesungún. Služe se i španjolskim [spa].

## Vanjske poveznice
- Ethnologue (14th)
- Ethnologue (15th)